# Virtual Console
Virtual Console（有时简称VC）是由任天堂建立的線上商店，為家用游戏机Wii、Wii U和掌上游戏机任天堂3DS用户可以通过该在线服务下载在任天堂或其他公司发布的主机上的游戏，亦是Wii Ware的一个专门环节。
虛擬遊戲平台為提供部分的懷舊主機遊戲軟體販賣下載的系統，可以玩到紅白機（簡稱FC）、超級任天堂（簡稱SFC）、任天堂64（簡稱 N64）、Mega Drive（簡稱 MD）、PC-Engine（簡稱PCE）、MSX、Neo Geo等數種懷舊主機的部份遊戲軟體。Virtual Console的遊戲取得方式是經由網際網路下載，大部分需要付費。目前預定有諸如卡普空（CAPCOM）和科樂美（KONAMI）等24家軟體公司已決定提供軟體。
MD及PCE主機的軟體由世嘉及Hudson Soft（現時由科樂美數位娛樂繼承）合作提供。Neo Geo由繼承初代SNK作品版權的SNK Playmore（現時已更名為SNK）提供軟體。
下載的資料將存放於內建快閃記憶體，資料可備份至SD卡。使用說明書於畫面顯示。遊戲時按下在Wii遙控器上的Home鈕可顯示說明。
Wii平台隨著Wii商店頻道於2019年1月31日關閉而終止服務；任天堂3DS和Wii U平台於2023年3月28日上午8時（UTC+08:00）隨著任天堂eShop關閉而終止服務，Virtual Console亦正式結束長達16年的線上商店服務，僅已購買者仍然可以遊玩和重新下載。
除此之外，Virtual Console並沒有在2017年發行的任天堂Switch上推出，取而代之的是任天堂Switch Online所提供的過往主機的精選遊戲庫。

## 收費方法
- 利用信用卡付款購買任天堂點數，或者是購買任天堂點數預付卡[4] 。
- 各虛擬遊戲平台遊戲價格如下：
  - FC軟體：500～600 任天堂點數
  - SFC軟體：800～1000 任天堂點數
  - N64軟體：1000～1200 任天堂點數
  - MD軟體：600～700 任天堂點數
  - PCE軟體：600 任天堂點數
  - CD-ROM²、SUPER CD-ROM²軟體：800 任天堂點數
  - MSX軟體：700～800 任天堂點數
  - NEOGEO軟體：900 任天堂點數

已購買的軟體，再次下載時將不會追加收費。

## 對應控制器
|               | Wii 遙控器       | 傳統控制器       | GameCube 控制    |
| ------------- | ---------------- | ---------------- | ---------------- |
| FC            | ○                | ○                | ○                |
| SFC           | ×                | ○                | ▲                |
| NINTENDO64    | ×                | ○                | ○                |
| MEGA DRIVE    | ▲                | ○                | ○                |
| PC Engine     | ▲                | ○                | ○                |
| NEOGEO        | ▲                | ○                | ○                |
| MSX           | 依遊戲不同而支援 | 依遊戲不同而支援 | 依遊戲不同而支援 |
| Master System | ○                | ○                | ○                |

【記號說明】.
- ○：對應。
- ×：不對應。
- ▲：對應，但因按鈕位置的關係可能會有些許操作上的差異。

## 另見
- SEGA Forever